# La Bisbal d'Empordà
La Bisbal d'Empordà (em catalão e oficialmente), La Bisbal del Ampurdán (em castelhano), ou simplesmente La Bisbal, é um município da Espanha na comarca de Baix Empordà, província de Girona, comunidade autónoma da Catalunha. Tem 20,58 km² de área e em 2021 tinha 11 190 habitantes (densidade: 543,7 hab./km²).

## Demografia
| Variação demográfica do município entre 1991 e 2004[carece de fontes?] | Variação demográfica do município entre 1991 e 2004[carece de fontes?] | Variação demográfica do município entre 1991 e 2004[carece de fontes?] | Variação demográfica do município entre 1991 e 2004[carece de fontes?] |
| ---------------------------------------------------------------------- | ---------------------------------------------------------------------- | ---------------------------------------------------------------------- | ---------------------------------------------------------------------- |
| 1991                                                                   | 1996                                                                   | 2001                                                                   | 2004                                                                   |
| 7778                                                                   | 8007                                                                   | 8145                                                                   | 8885                                                                   |